# إنتاج الحليب

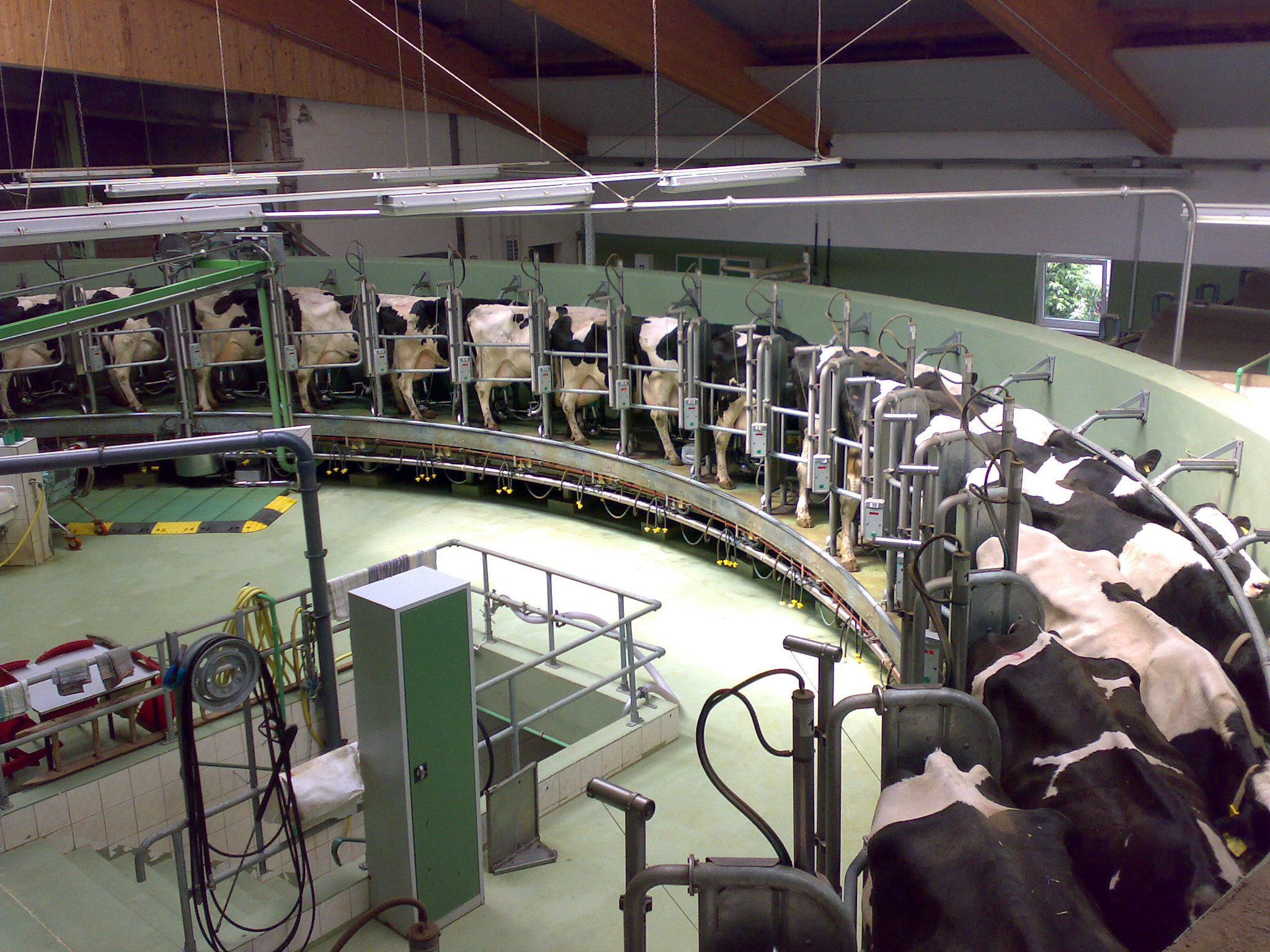

اللِّبَانة أو إنتاج الحليب وتصنيعه  فرع من فروع الزراعة يهتم بإنتاج الحليب والزبد والحليب المكثف والمثلوجات (الآيس كريم) والجبن والحليب المجفف ومنتجاته. ويشتمل أيضًا على العناية بالماشية التي تنتج الحليب وتغذيتها. يُمَارس هذا الفرع من الزراعة في معظم دول العالم. وتعتبركل من الدنمارك ونيوزيلندا وفرنسا وإيطاليا وسويسرا من الدول المشهورة بمنتجات الحليب المتعددة. يُسمَّى مكان إنتاج مشتقات الحيب مَلبَنة وهو اسم مكان بيعه أيضًا.
يوجد نحو 220 مليون بقرة في العالم تنتج ما يعادل 470 بليون لتر من الحليب سنويًا. يبلغ متوسط إنتاج البقرة الواحدة سنويًا 2,200 لتر. ويختلف إنتاج الحليب بدرجة كبيرة من منطقة إلى أخرى في العالم، فمثلا في هولندا والدول الإسكندينافية والولايات المتحدة الأمريكية يصل إنتاج البقرة الواحدة من 5,000 إلى 6,000 لتر من الحليب سنويًا. أما في الدول النامية فقد لا يزيد إنتاج البقرة الواحدة من الحليب سنويا عن 100 لتر فقط. وفي بعض قطعان أبقار الحليب الجيدة قد يصل إنتاج البقرة الواحدة إلى 9,000 لتر من الحليب سنويًا. وفي جميع الدول يشكّل الحليب السائل والقشدة النسبة العظمى من ع الألبان بينما تكل الزبدة والجبنة والمنتجات الأخرى كالحليب المكثف والحليب المجفف النسبة المتبقية من الإنتاج.
كان الاتحاد السوفييتي (سابقًا) من الدول الرائدة في إنتاج الحليب في العالم؛ حيث بلغ إنتاجه 106 بليون لتر عام 1988م. وتأتي الولايات المتحدة الأمريكية في المرتبة الثانية بإنتاج قدره 66 بليون لتر تليها الهند بإنتاج قدره 47 بليون لتر من حليب الأبقار والجاموس. كما تُعد فرنسا وألمانيا من أكبر الدول المنتجة للحليب في أوروبا. وعلى الرغم من أن الأبقار تنتج 90% من إنتاج العالم من الحليب إلا أن هناك حيوانات أخرى هامة لإنتاج الحليب في العديد من الدول.
يُستعمل حليب الأغنام في كل من فرنسا واليونان وإيطاليا في صناعة أنواع معينة من الجبن. ويُعد الماعز أيضا من الحيوانات المهمة المنتجة للحليب وخاصة في البلدان الأكثر فقرًا. ويُستخدم حليب الإبل في الدول العربية للشرب. ويشرب اللابلانديون حليب الرنة. وتعد شعوب الصين ومصر والهند من الشعوب التي تستعمل حليب الجاموس.